# ОШ „Десанка Максимовић” Приједор
ОШ „Десанка Максимовић” једна је од основних школа у Приједору. Налази се у улици Бранислава Нушића 7. Име је добила по Десанки Максимовић, српској песникињи, професорки књижевности и академику Српске академије наука и уметности.

## Историјат
Основна школа „Дeсанка Максимовић” је основана 25. августа 1961. године под називом Четврта основна школа. Први управитељ је био Мехмедалија Радаслић, а Дан школе се обележавао 1. јуна. Преименована је 16. маја 1962. године у ОШ „16. мај”. Нова школска зграда је изграђена 29. новембра 1969. године. Жарко Згоњанин је 30. новембра открио спомен плочу на ново саграђеној школској згради посвећеној ослободиоцима Приједора 16. маја 1942. године.
Школске 1969—70. године школа је бројала 2322 ученика од чега је централну школу похађало 1519, разредну наставу 674 и предметну 845 ученика. У подручним одељењима наставу је похађало 803 ученика: Ризвановићи 320, Бишћани 195, Доњи Гаревци 142 и Чејреци 146 ученика. Школске 1970—71. године, након десет година рада, школа је бројала 2450 ученика од чега је централну школу похађало 1574, разредну наставу 398 и предметну 873 ученика. У подручним одељењима наставу је похађало 876 ученика: Ризвановићи 398, Бишћани 207, Доњи Гаревци 131 и Чејреци 131 ученик.
Преименована је 24. марта 1993. године у Основна школа „Десанка Максимовић”. Школске 2009—10. године броји 916 ученика од којих централну школу похађа 862, а у подручном одељењу у Доњим Гаревцима 54 ученика. Школске 2012—13. године број ученика је износио 770, распоређено у 35 одељења, од којих је 46 ученика у четири одељења у Подручној школи у Доњим Гаревцима, а 724 ученика у 31 одељење у централној школи.
Рад школе је организован у две смене, као и у продуженом боравку. Опремљени су кабинети биологије, физике, информатике, физичког васпитања. Године 2010. је финализован пројекат којим је школа модернизована и напредно опремљена са пространим двориштем. Садрже и безбедносни видео надзор са осам камера, који покрива комплетно школско двориште и кључне делове школског простора.
Године 2013. примили су Златну плакету и Завет Стефана Немање о језику за допринос другом међународном ликовном конкурсу „Пишем честитку ћирилицом не шаљем SMS” од Удружења „Свесловенске писмености и заштите ћириличног писма”.

## Библиотека
Школска библиотека заузима укупни простор од 52 m² у приземљу школе. Читаоница садржи енциклопедије, монографије и речнике, друга просторија је намењена за рад библиотекара и у њој је смештена стручна литература за наставнике, као и стручни часописи, у трећој је смештена литература за ученике, од обавезне лектире до различитих наслова. Библиотечка грађа је распоређена по азбучном принципу, односно по првом слову презимена аутора. Броји 2133 наслова, 15.080 појединачних публикација, 679 појединачних примерака периодике распоређених на полице у дужини 57 m. Библиотечки фонд се увећава углавном донацијама и поклонима.

## Пројекти
Досадашњи пројекти реализовани у школи су:
- Пројекат „Доситеј” 2012. године[5]
- Пројекат „Читалићи” од 2015—16. године[6]
- Конкурс за најлепши ликовни рад 2016. године[7]
- „Задругарство у школи” 2017. године[8]
- Пројекат „Школе за 21. век на Западном Балкану” је реализован у сарадњи са Британским саветом 2018. године[9]

## Догађаји
Догађаји основне школе „Десанка Максимовић”:
- Дан школе 16. мај[10]
- Дан сећања на жртве холокауста, геноцида и других жртава фашизма у Другом светском рату[11]
- Дан бораца одбрамбено – отаџбинског рата Републике Српске[12]
- Дан без аутомобила[13]
- Дан сигурнијег интернета[14]
- Светски дан вода[15]
- Светски дан штедње[16]
- Светски дан дечије књиге[4]
- Светски дан књиге и ауторских права[17]
- Европски дан језика[18]
- Европски дани без аутомобила[19]
- Међународне уличне трке[20]
- Међународни дан толеранције[21]
- Међународни дан дечијих права[22]
- Дечија недеља[23]
- Сајам књига у Бања Луци[24]
- Фестивал науке у Бања Луци[25]
- Сајам занимања у Бања Луци[26]